# Фискальные марки Бахрейна
Фискальные марки Бахрейна — выпускавшиеся в Бахрейне фискальные марки, которые предназначены для оплаты различных государственных сборов, налогов, пошлин. Первые фискальные марки Бахрейна были эмитированы в 1924 году.

## Применение
Фискальные марки использовались на официальных документах Бахрейна для земельного реестра, реестра малых морских судов (доу) и на водительских удостоверениях.

## История выпусков

### Первая серия
До введения в Бахрейне собственных фискальных марок там применялись индийские фискальные марки, которые в установленном порядке наклеивались на различные документы. Первая серия гербовых марок появилась в 1924 году и состояла из семи номиналов от 4 анна до 100 рупий. Марки были напечатаны в типографии фирмы Waterlow and Sons в Великобритании. На рисунках марок были представлены бахрейнские виды и сцены из жизни местного населения. Все надписи на марках выполнены на арабском языке, однако фирма Waterlow and Sons могла делать на них дополнительные типографские надпечатки номинальной стоимости на английском языке. Номинал указан в аннах и рупиях. Марки, использованные по назначению, имеют одиночные проколы или гашение служебным штампом.
Известен ряд разновидностей, в том числе марки с зубцами и без зубцов, пробы цвета и бисекты.

### Последующие эмиссии
Фискальные марки выпускались в дальнейшем в 1953, 1957, 1961, 1966 годах и в более поздние годы. Они печатались фирмой Thomas De La Rue и в местной типографии в Бахрейне.
На марках 1953 года были помещёны портрет шейха Салмана ибн Хамада Аль Халифы и надписи на английском и арабском языках. Миниатюры семи номиналов и с зубцами были отпечатаны на бумаге без водяных знаков. При этом марки низких номиналов — 4 и 8 анн и 1 рупия — содержали только портрет шейха в орнаментальной рамке. На марках высоких номиналов, 5, 10, 50 и 100 рупий, уменьшенное изображение шейха в правом верхнем углу было заключено в овальную рамку, а основное место занимал оригинальный рисунок с бахрейнским видом.
Гербовые марки, выходившие в 1957 году, повторяли изображение шейха на марках 1953 года, но номинал был изменён на пайсы. В 1961 году марки с местными видами были напечатаны в бахрейнской типографии. В том же году были эмитированы марки с портретом шейха Исы ибн Салмана Аль Халифы; их дизайн во всех других деталях копировал рисунки выпуска 1953 года. Номиналы были выражены в пайсах и рупиях. Смена денежной системы на динары и филсы повлекла за собой выпуск новой серии гербовых марок того же дизайна, но с новыми номиналами.
В 1971—1989 годах в обращении находились марки нового дизайна — с гербом Бахрейна и портретом шейха Исы ибн Салмана Аль Халифы в левом верхнем углу. Эти марки имели десять номиналов — 50, 100, 200, 300, 500 филсов, 1, 2, 3, 5 и 10 динаров — и печатались на бумаге без водяных знаков в типографии «Oriental Press» в Бахрейне, о чём свидетельствовала надпись мелким шрифтом по нижнему краю марок.
С 1992 года стали употребляться гербовые марки видоизменённого дизайна — с многоцветным портретом шейха Исы ибн Салмана Аль Халифы и гербом страны в круглой орнаментальной печати, на фоне волнистого рисунка. Номиналы марок — 50, 100, 500 филсов, 1, 5, 10 и 30 динаров. Бумага также не содержит водяных знаков.

### Гербовая бумага
С 1930 года в Бахрейне помимо фискальных марок использовались разнообразные виды гербовой бумаги.